# Dongsong-eup
Dongsong-eup (koreanska: 동송읍) är en köping i kommunen Cheorwon-gun i provinsen Gangwon i den norra delen av Sydkorea, 80 km norr om huvudstaden Seoul. Den gränsar i norr till Nordkorea.